# Gladkonosi netopirji
Gladkonosi netopirji (znanstveno ime Vespertilionidae) so največja družina netopirjev. Za razliko od večine drugih netopirjev imajo gladek nos (od tod tudi ime) brez posebne kožne strukture, ki je značilna za nekatere druge netopirje. Od ostalih jih ločimo tudi v stanju mirovanja, ko si telesa nikoli ne ovijajo s prhutmi, temveč jih imajo zložene ob bok. V mirovanju nimajo značilne viseče drže. Lahko prosto visijo s stene, so s trebuhom prislonjeni ob njo, ali pa se zagozdijo v ozke špranje.

## Gladkonosi netopirji v Sloveniji
V Sloveniji domuje petindvajset gladkonosih netopirjev iz dveh poddružin.

### Razvrstitev
1. poddružina Vespertilioninae
  - širokouhi netopir (Barbastella barbastellus)
  - severni netopir (Eptesicus nilssonii)
  - pozni netopir (Eptesicus serotinus)
  - veliki mračnik (Nyctalus lasiopterus)
  - gozdni mračnik (Nyctalus leisleri)
  - navadni mračnik (Nyctalus noctula)
  - Savijev netopir (Hypsugo savii)
  - belorobi netopir (Pipistrellus kuhlii)
  - Nathusijev netopir (Pipistrellus nathusii)
  - mali netopir (Pipistrellus pipistrellus)
  - drobni netopir (Pipistrellus pygmaeus)
  - rjavi uhati netopir (Plecotus auritus)
  - sivi uhati netopir (Plecotus austriacus)
  - usnjebradi uhati netopir (Plecotus macrobullaris)
  - dvobarvni netopir (Vespertilio murinus)
2. poddružina Myotinae
  - navadni netopir (Myotis myotis)
  - ostrouhi netopir (Myotis oxygnathus)
  - velikouhi netopir (Myotis bechsteinii)
  - resasti netopir (Myotis nattereri)
  - vejicati netopir (Myotis emarginatus)
  - brkati netopir (Myotis mystacinus)
  - Brandtov netopir (Myotis brandtii)
  - nimfni netopir (Myotis alchatoe)
  - dolgonogi netopir (Myotis capaccinii)
  - obvodni netopir (Myotis daubentonii)